# 唐达仁
唐达仁（？—1933年），中国共产党早期领导人，后被枪决。
早年参加中国共产党，并担任中华苏维埃共和国中央政府瑞金县会计科长，任内贪污。1933年12月28日，毛泽东主持中央政府人民委员会会议，决定撤销瑞金县财政部长蓝文勋职位，枪决唐达仁，警告处分瑞金县苏维埃主席杨世珠。